# Cratere Van Gent
Van Gent è un cratere lunare di 44,37 km situato nella parte nord-occidentale della faccia nascosta della Luna.